# سیمون لکو
سیمون لکو (انگلیسی: Simón Lecue; ۱۱ فوریهٔ ۱۹۱۲ – ۲۷ فوریهٔ ۱۹۸۴) بازیکن فوتبال اهل اسپانیا بود.
از باشگاه‌هایی که در آن بازی کرده‌است می‌توان به باشگاه فوتبال رئال مادرید، باشگاه فوتبال رئال ساراگوسا، باشگاه فوتبال دپورتیوو آلاوس، باشگاه فوتبال رئال بتیس، و باشگاه فوتبال والنسیا اشاره کرد.
وی همچنین در تیم ملی فوتبال اسپانیا بازی کرده‌است.